# Stenotritidae
Stenotritidae (лат.) — семейство пчёл подотряда Стебельчатобрюхие отряда Перепончатокрылые насекомые. Включает 2 рода и более 20 видов. Ранее (до McGinley, 1980) рассматривались в составе семейства Colletidae.

## Биология
Гнездятся в земле. Личинки не прядут коконы.

## Характеристика
Крупные (около 15 мм) пушистые пчелы, быстро летают. Отличаются от Colletidae немодифицированными ротовыми частями.

## Распространение
Встречаются только в Австралии

## Классификация
Известно 2 рода и около 20 видов.
- Ctenocolletes Cockerell, 1929
- Stenotritus Smith, 1853 (= Gastropsis Smith, 1868, = Melitribus Rayment, 1930, = Oestropsis Smith, 1868)